# Big Ass
Cette page contient des caractères thaïs. En cas de problème, consultez Aide:Unicode ou testez votre navigateur.
Big Ass (บิ๊กแอส) est un groupe de rock thaïlandais. Formé en 1997, il s'agit d'un des groupes connaissant le plus de succès en Thaïlande. Après avoir attiré une audience réduite lors de ses trois premiers albums, le groupe quitta le label de ses débuts, Music Bugs, pour rejoindre GMM Grammy. En 2004, leur quatrième album, intitulé Seven (pour leurs sept ans d'activité), s'est extrêmement bien vendu et les a propulsé parmi les leaders du rock thaïlandais.

## Biographie

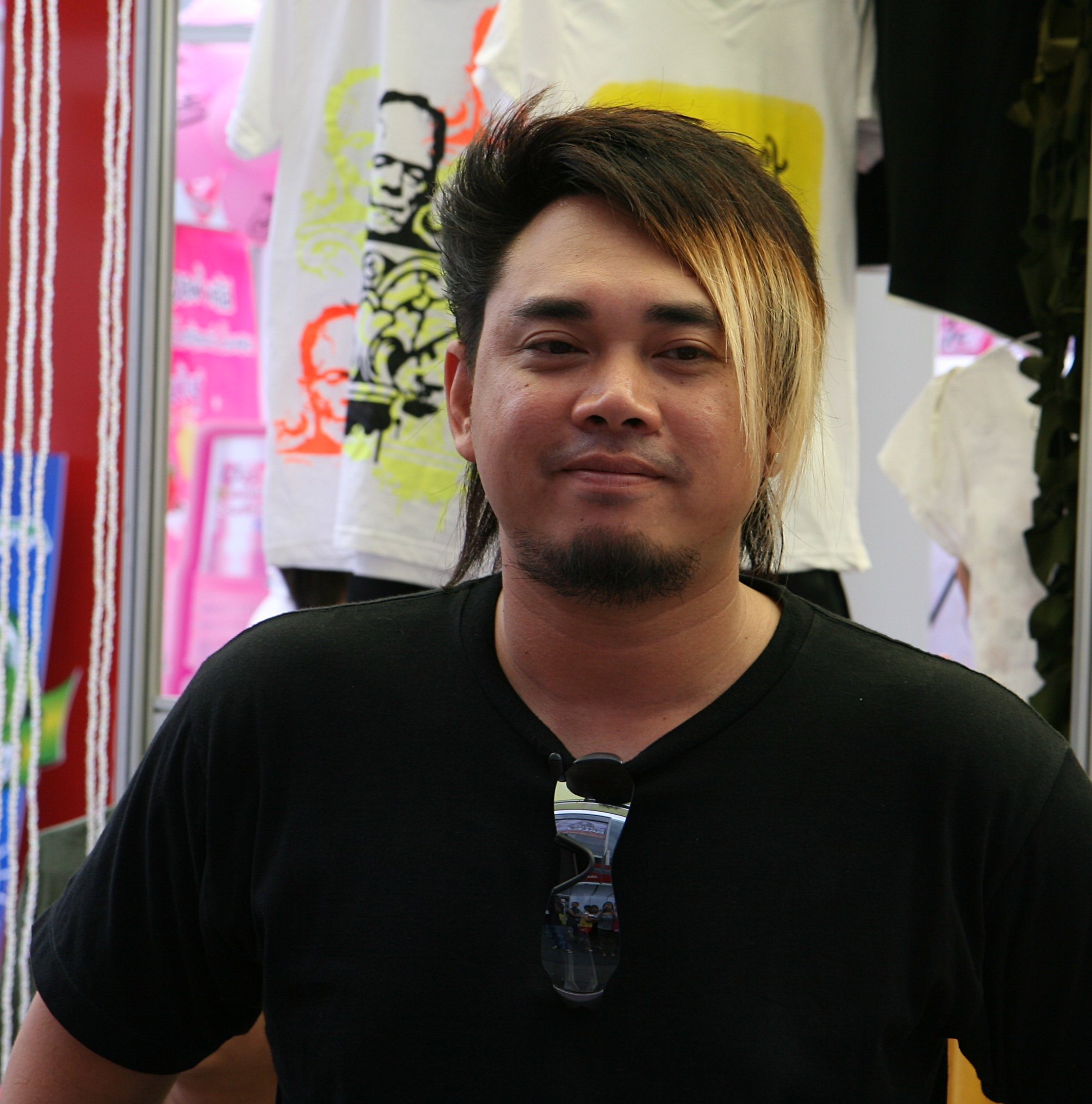
Ekarat Wongcharat.

Big Ass publie son premier album, Not Bad, en 1997 au label Music Bugs. Leur deuxième et troisième albums, XL et My World, suivent en 2000 et 2003. Leur quatrième album, Seven (dans le genre sept ans de carrière) est un succès populaire. L'album est reconnu comme le meilleur en Thaïlande : Season Awards, et Fat Awards.
Hormis ses albums studio, Big Ass inclut un morceau dans l'album Wan Fa Mai (วันฟ้าใหม่) célébrant la nouvelle année 2005. Le morceau, intitulé Rao (เรา), sur l'album est joué par Big Ass avec Bodyslam. En 2008, la bande son du film thaï Pid Term Yai Hua Jai Wawun (ปิดเทอมใหญ่ หัวใจว้าวุ่น, ou Hormones) comprend Big Ass. Le groupe joue aussi le morceau Kon Tai (ก่อนตาย) dans son propre rôle dans le film.
En 2011, le guitariste et choriste Poonsak Jaturaboon joue le morceau Tum Yu Nai Jai (ทุ้มอยู่ในใจ) pour le film SuckSeed. Ekarat Wongchalard joue son propre rôle dans le film.
En juillet 2012, le groupe révèle sur Facebook le départ du chanteur Ekarat Wongchalard qui arrivait à saturation. Daycha Konarlo devient leur nouveau chanteur sur le morceau Dan Neramit (แดนเนรมิต), qui est publié en août 2012. Le second single Thao Thi Mi (เท่าที่มี) est publié en octobre 2012. Les singles sont publiés sur iTunes. L'EP Dan Neramit est publié en avril 2013. Ekarat se joint plus tard l'équipe de Rock Rider. Ekarat sort un album solo, Khon Tai Thi Hai Jai (คนตายที่หายใจ) avec Rock Rider (qui fait participer Dak, Silly Fools, Airborne) en 2014.
En 2017, ils sortent l'album The Lion.

## Membres
- Poonsak Jaturaboon (พูนศักดิ์ จตุระบุล, Off) - guitare
- Apichart Promraksa (อภิชาติ พรมรักษา, Moo) - guitare
- Pongpan Pollasit (พงษ์พันธ์ พลสิทธิ์, Oak) - guitare basse
- Kachorndej Promraksa (ขจรเดช พรมรักษา, Kob) - batterie

À noter : au début, le bassiste était Ekarat Rattanapinta (เอกรัตน์ รัตนปิณฑะ, Ton).

## Discographie

### Albums studio
- 1997 : Not Bad
- 2000 : XL
- 2003 : My World
- 2004 : Seven (juillet)
- 2006 : Begins (décembre)
- 2008 : Love (décembre)
- 2013 : EP Dan Neramit
- 2017 : The Lion

### Singles
- Thang Phan (ทางผ่าน) – Not Bad
- Kon Tai (ก่อนตาย) – XL
- Goodbye – My World
- Mai Khoi Tem (ไม่ค่อยเต็ม) – My World
- Len Khong Soong (เล่นของสูง) – Seven
- Khon Mai Ao Than (คนไม่เอาถ่าน) – Seven